# Острова Кайман на летних Олимпийских играх 1996

Сборная Каймановых островов по футболу — национальная футбольная команда Каймановых островов. Сборная управляется Футбольной ассоциацией Каймановых островов. Сборная является членом ФИФА и КОНКАКАФ.
Каймановы Острова принимали участие в Летних Олимпийских играх 1996 года в Атланте (США) в пятый раз за свою историю, но не завоевали ни одной медали. Сборную страны представляли 9 участников, из которых 1 женщина.
Сборная Каймановых островов впервые выступила на Олимпийских играх в 1976 году, участвовали во всех летних играх с тех пор (кроме Олимпиады 80). Каймановы острова еще не выиграли олимпийских медалей.
После обретения Ямайкой независимости в 1962 году Каймановы острова стали отдельной заморской территорией Великобритании . Олимпийский комитет Каймановых островов был сформирован в 1973 году и признан в 1976 году.
Каймановы острова дебютировали на Зимних Олимпийских играх в 2010 году, также участвовали в 2014 году.